# Wallingat-Nationalpark
Der Wallingat-Nationalpark ist ein Nationalpark im Osten des australischen Bundesstaates New South Wales, 211 km nordöstlich von Sydney und 20 km südwestlich von Forster.
Der Park bietet Waldwanderungen und einen Zeltplatz an den Ufern des Wallingat River sowie einen Aussichtspunkt, Whoota Whoota Lookout, von wo man des Wallis Lake und die Küste der Tasman-See überblicken kann. Die Straßen im Park sind schmal und nicht befestigt, aber bei trockenem Wetter für Straßenfahrzeuge geeignet.